# Im Siepen (Friedrichsberg)
Im Siepen  war eine Ortslage  am Bach Ossenbeck auf dem Stadtgebiet der bergischen Großstadt Wuppertal. Sie lag bei den heutigen Straßen Viehofstraße Ecke Am Kiesberg. Der Name Im Siepen ist als eigenständige Bezeichnung für diese Ortslage nicht mehr vorhanden.

## Lage und Beschreibung
Die Ortslage befindet sich im Norden des Wohnquartiers Friedrichsberg im Stadtbezirk Elberfeld auf einer Höhe von 173 m ü. NHN. Heute befindet sich auf dem Siedlungsgelände ein Gewerbegebiet.
Benachbarte Ortslagen im 19. Jahrhundert waren der Siedlungskern von Arrenberg, Oberer Arrenberg, In der Dalster, Ossenbeck und In der Hoffnung.

## Etymologie und Geschichte
Als Siepen wird in der Region ein kleines, durch einen Bach gebildetes Kerbtal bezeichnet. Im Siepen weist auf die Lage des Orts in einem solchen, hier dem der Ossenbeck, hin.
Im Siepen geht auf einen frühneuzeitlichen Hof zurück. Auf der Topographia Ducatus Montani des Erich Philipp Ploennies aus dem Jahre 1715 ist der Kotten als im Siep verzeichnet. Auf der Topographischen Aufnahme der Rheinlande von 1824 und auf der Preußischen Uraufnahme von 1843 ist der Ort unbeschriftet verzeichnet.
1815/16 besaß der Ort 21 Einwohner. 1832 gehörte der Ort zur Steinbeck- und Arrenberger Rotte des ländlichen Außenbezirks des Kirchspiels und der Stadt Elberfeld. Der laut der Statistik und Topographie des Regierungsbezirks Düsseldorf als Ackergut kategorisierte Ort  besaß zu dieser Zeit drei Wohnhäuser und drei landwirtschaftliche Gebäude. Zu dieser Zeit lebten 21 Einwohner im Ort, alle evangelischen Glaubens.
Das Gelände wurde um 1920 von dem sich vergrößernden städtischen Elberfelder Schlachthof am Arrenberg vereinnahmt und die Siedlung dabei abgetragen.